# Ghiacciaio Donnellan
Il ghiacciaio Donnellan (in inglese: Donnellan Glacier) è un ripido ghiacciaio vallivo situato sulla costa di Zumberge, nella parte occidentale della Terra di Ellsworth, in Antartide. In particolare, il ghiacciaio, il cui punto più alto si trova a circa 3.800 m s.l.m., è situato sul versante occidentale della catena principale della dorsale Sentinella, nelle montagne di Ellsworth, tra il ghiacciaio Zapol, a nord, e il ghiacciaio Gildea, a sud. Da qui esso fluisce in direzione ovest-sud-ovest a partire dal versante occidentale del massiccio Vinson, in particolare dal picco Opalchenie, e scorrendo lungo il fianco nord-occidentale del monte Slaughter fino ad unire il proprio flusso a quello del ghiacciaio Nimitz.

## Storia
Il ghiacciaio Donnellan è stato così battezzato nel 2006 dal Comitato consultivo dei nomi antartici in onore di Andrea Donnellan, ricercatore presso il Jet Propulsion Laboratory del California Institute of Technology, membro del progetto di ricerca avviato a metà anni novanta che ha visto l'utilizzo di satelliti GPS per lo studio della deformazione della crosta terrestre nella California meridionale e in Antartide.